# Stanisław Bykowski (piłkarz)
Stanisław Bykowski (ur. 12 lutego 1947, zm. 5 stycznia 2018) – polski piłkarz grający na pozycji pomocnika.

## Życiorys
W latach 1966–1972 i ponownie  od 1973 do 1979 był zawodnikiem Szombierek Bytom, rozgrywając w najwyższej klasy rozgrywkowej, 265 spotkań w których strzelił 11 goli. W ostatnim okresie życia był aktywnie zaangażowany w  sekcję oldbojów Szombierek Bytom.